# Карл Гессенский
Карл Вильгельм Людвиг Гессенский и Прирейнский (23 апреля 1809 — 20 марта 1877) — принц Гессенский, второй сын великого герцога Гессенского Людвига II и Вильгельмины Баденской.
Старший брат Карла, великий герцог Людвиг III не оставил потомства, и после него великогерцогский престол унаследовал старший сын Карла Людвиг.

## Биография
Карл — второй сын великого герцога Людвига II Гессенского и Прирейнского и его супруги принцессы Вильгельмины Баденской, дочери наследного принца Карла Людвига Баденского. Воспитывался вместе со своим старшим братом Людвигом, вместе с ним побывал в многочисленных образовательных поездках по Европе.
22 октября 1836 года в Берлине Карл женился на своей троюродной сестре, принцессе Елизавете Прусской (1815—1885), дочери принца Вильгельма Прусского (брата короля Фридриха Вильгельма III) и Марии Анны Гессен-Гомбургской.
5 июня 1840 года был награждён орденом Св. Андрея Первозванного.
Карл служил в гессенской армии генералом инфантерии.

## Дети
- Людвиг IV (1837—1892) — великий герцог Гессенский и Прирейнский (13 июня 1877 — 13 марта 1892), первым браком женат на Алисе Великобританской (1843—1878); вторым (морганатическим) браком на Александрине Гуттен-Чапской. Отец Александры Фёдоровны, жены императора Николая II;
- Генрих (1838—1900), женат первым морганатическим браком на Каролине Виллих, урожд. фон Пёльниц, баронессе фон Нидда, вторым — на баронессе Эмилии фон Дорнберг;
- Анна (1843—1865) — вторая супруга Фридриха Франца II, великого герцога Мекленбург-Шверина;
- Вильгельм (1845—1900), женат морганатическим браком на баронессе Жозефине Лихтенбергской.